# Tethya compacta
Tethya compacta är en svampdjursart som beskrevs av Patricia R. Bergquist 1961. Tethya compacta ingår i släktet Tethya och familjen Tethyidae. Inga underarter finns listade i Catalogue of Life.